# عائشة التيمورية
عائشة التيمورية (1840-1902) هي عائشة عصمت بنت إسماعيل باشا بن محمد كاشف تيمور، شاعرة مصرية ولدت في أحد قصور «درب سعادة» وهو أحد أحياء الدرب الأحمر حين كانت تلك المنطقة مقرًا للطبقة الأرستقراطية ولعائلاتها العريقة، وهي ابنة إسماعيل باشا تيمور رئيس القلم الإفرنجي للديوان الخديوي في عهد الخديوي إسماعيل (يعدل منصب وزير الخارجية حاليًا) ثم أصبح رئيسًا عامًا للديوان الخديوي، كان اسم والدتها هي ماهتاب هانم، كانت شركسية تنتمي للطبقة الأرستقراطية، وهي أخت العالم الأديب أحمد تيمور ولكن من أم أخرى هي مهريار هانم شركسية الأصل أيضًا، وعمّة الكاتب المسرحي محمد تيمور، والكاتب القصصي محمود تيمور.

## تعليمها
نشأت عائشة في بيت علم وسياسة، فأبوها رجل له مكانته السياسية ورجل مثقف له شغف بمطالعة كتب الأدب، وكانت عائشة تميل إلى المطالعة، إلا أن أمها كانت تعارض هذا وأصرت على أن تتعلم عائشة ما تتعلمه الفتيات إلا أن عائشة استمرت في المطالعة، فتفهم أبوها طبعها فأحضر لها والدها أستاذين أحدهما لتعليم اللغة الفارسية والآخر للعلوم العربية، وتحكي عائشة عن هذا وتقول: «فلما تهيأ العقل للترقي، وبلغ الفهم درجة التلقي تقدمت إلي ربة الحنان والعفاف، وذخيرة المعرفة والإتحاف، والدتي تغمدها الله بالرحمة والغفران، بأدوات النسج والتطريز، وصارت تجد في تعليمي وتجتهد في تفهيمي وتفطيني، وأنا لا أستطيع التلقي، ولا أقبل في حرف النساء الترقي، وكنت أفر منها فرار الصيد من الشباك، والتهافت على حضور محافل الكتب بدون ارتباك، فأجد لصرير القلم في القرطاس أشهى نغمة، وأتخيل أن اللحاق بهذه الطائفة أوفى نعمة، وكأنت ألتمس - من شوقي - قطع القراطيس وصغار الأقلام، وأعتكف منفردة عن الأنام، وأقلد الكتاب في التحرير لأبتهج بسماع هذا الصرير، فتأتي والدتي، وتعنفني بالتكدير والتهديد فلم أزدد إلا نفورا، وعن هذا التطريز قصورا، فبادر والدي تغمد الله بالغفران ثراه، وقال لها:» دعي هذه الطفلة للقرطاس والقلم، واحذري أن تكثري من الكسر في قلب هذه الصغيرة«، وأن تثلمي بالعنف طهرها، وما دامت ابنتنا ميالة بطبعها إلى المحابر والأوراق، فلا تقفي في سبيل ميلها ورغبتها، وتعالي نتقاسم بنتينا، فخذي عفت وأعطيني عصمت، وإذا كان لي من عصمت كاتبة وشاعرة فسيكون ذلك مجلبة الرحمة لي بعد مماتي»، وأخذ بيدي وخرج بي إلى محفل الكتاب ورتب لي أستاذين، أحدهما لتعليم الفارسية والثاني لتلقين العلوم العربية.

## زواجها
تزوجت عائشة وهى في الرابعة عشرة من عمرها سنة 1854 من محمد بك توفيق الإسلامبولى وهيأت لها حياتها الرغدة أن تستزيد من الأدب واللغة، فاستدعت سيدتين لهما إلمام بعلوم الصرف والنحو والعروض، ودرست عليهما حتى برعت، وأتقنت نظم الشعر باللغة العربية، كما أتقنت اللغتين التركية والفارسية، وقد أخذتهما عن والديها. تولت عائشة تعليم أخيها أحمد تيمور، وكان والدها قد توفى بعد ميلاده بعامين، فتعهدته بالتربية والتعليم حتى عرف طريقه، وقد صار بعد ذلك واحدا من رواد النهضة الأدبية في العالم العربي.
فقدت عائشة ابنتها توحيدة التي توفيت في سن الثانية عشر وظلت سبع سنين ترثيها حتى ضعف بصرها وأصيبت بالرمد فانقطعت عن الشعر والأدب، وكانت حبيبة إليها فرثتها بعدة قصائد منها «بنتاه يا كبدي ولوعة مهجتي»، وكان هذا الحادث الأليم عميق الأثر في نفس عائشة حيث ظلت 7 سنوات بعد وفاة ابنتها في حزن دائم وبكاء لا ينقطع، وأحرقت في ظل الفاجعة أشعارها كلها إلا القليل.

## وفاتها
في سنة 1898 أصيبت بمرض في المخ واستمر المرض أربع سنوات حتى توفيت في الثاني من مايو سنة 1902.

## إنتاجها
لها ديوان باللغة العربية باسم (حلية الطراز) وآخر بالفارسية طبع بمصر وبالأستانة وبإيران، ولديها رسالة في الأدب بعنوان «نتائج الأحوال في الأقوال والأفعال» طبعت بمصر وتونس.
لديها رواية بعنوان «اللقا بعد الشتات» وتركت رواية أخرى غير مكتملة بخط يدها.
نشرت عائشة في جريدة الآداب والمؤيد عددا من المقالات عارضت فيها آراء قاسم أمين ودعوته إلى السفور. ومن آثارها الأدبية الأخرى «مرآة التأمل في الأمور» وكتاب يضم مجموعة من القصص باسم «نتائج الأحوال في الأقوال والأفعال». وتوفيت في 25 مايو من عام 1902م.

## روابط
- التيمورية - مدونة الفتيات المسلمات.
- عائشة التيمورية.. للقرطاس والقلم - إسلام أون لاين .